# Инцидент 228
Инцидент 228 (кит. 二二八事件, пиньинь Èr èrbā shìjiàn, палл. Эр эрба шицзянь), известный также как «резня 228», — антиправительственное выступление на Тайване, которое началось 27 февраля 1947 года и было жестоко подавлено гоминьдановским правительством. Оценки количества жертв варьируются от 10 тыс. до 30 тыс. и более человек. Инцидент знаменовал начало периода преследований и репрессий, устроенных Гоминьданом на Тайване, в течение которого многие тысячи людей исчезли, погибли и были брошены в тюрьмы. Число «228» восходит к дате, когда началась резня — 28 февраля, или 02/28.
В октябре 1945 года, после 50 лет японского колониального правления, Тайвань вернулся в состав Китая. Была установлена власть Гоминьдана. За последующие 16 месяцев у населения сложилось впечатление, что новая власть погрязла в кумовстве, коррупции, положение усугублялось экономической разрухой. Это привело к возрастанию трений между жителями острова, тайваньцами, и чанкайшистской администрацией. Восстание вспыхнуло 27 февраля после случайного конфликта между продавщицей сигарет и сотрудниками надзорных органов. В его жестоком подавлении принимали участие армейские подразделения.

## Ход событий

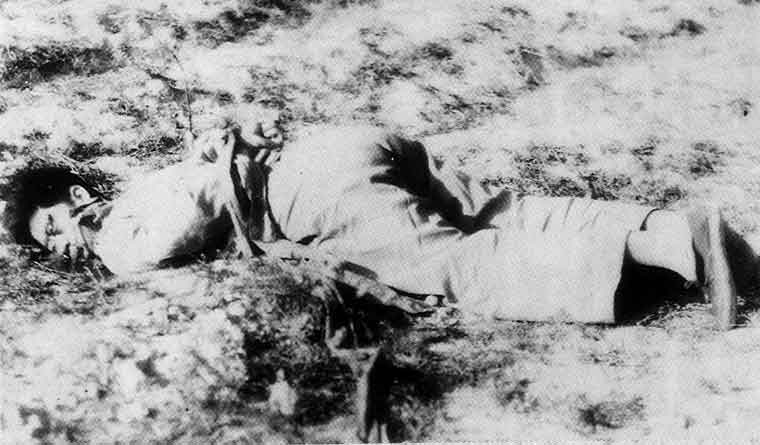
Гражданское лицо, казненное военными

Вечером 27 февраля 1947 года агенты правительственного Бюро по табачной монополии в ходе операции в чайном доме Тяньма на Западной Нанкинской улице в Тайбэе конфисковали контрабандные сигареты у 40-летней вдовы по имени Линь Цзянмай. Кроме того, они отобрали у неё и сбережения. Вдова потребовала вернуть ей деньги, но один из агентов ударом пистолета разбил ей голову. Окружающие бросились на выручку женщине, агенты открыли стрельбу и убили одного из случайных прохожих — Чэнь Вэньси. Настроение толпы достигло критической точки, люди начали протестовать против действий полиции и жандармерии, но власти не пошли им навстречу.
Утром 28 февраля 1947 года силы безопасности, подчиненные генерал-губернатору Тайваня Чэнь И, открыли огонь из пулеметов по невооруженным демонстрантам, требующим ареста и суда над агентами, замешанными в происшедшем накануне кровавом инциденте. От пулеметного огня погибло несколько человек. В ответ тайваньцы 4 марта захватили городскую администрацию и военные базы и по местному радио выступили против насилия. Вечером того же дня власти ввели военное положение, был объявлен комендантский час. Солдаты, патрулировавшие улицы на автомобилях, открывали огонь по любому нарушителю.
Тем не менее, в течение нескольких недель тайваньцы удерживали контроль над большей частью острова. Хотя начальное выступление было спонтанным и мирным, в течение нескольких дней тайваньцам удалось организоваться и скоординировать деятельность. Общественный порядок поддерживался временными полицейскими силами, которые были организованы студентами. Местные лидеры сформировали Комитет по урегулированию, который представил правительству список из 32 требований по реформированию управления провинцией. Они требовали большую автономию, свободные выборы, сложения оружия армией, прекращения коррупции. Рассматривалось также обращение в ООН с тем, чтобы передать остров под международный мандат, поскольку переход Тайваня под юрисдикцию Китайской республики не был формально оформлен какими-либо международными актами. Тайваньцы также требовали представительство на грядущих переговорах о мирном договоре с Японией. Политические взгляды восставших были самыми разными. Так, некоторые группировки, в том числе партизанская «Бригада 27» с оружием, похищенным с военных баз в Тайчжуне, придерживались коммунистической идеологии.
Под прикрытием переговоров чанкайшисты собрали значительные армейские силы в провинции Фуцзянь, и 8 марта перешли в наступление.
К концу марта Чэнь И удалось арестовать или уничтожить всех ведущих организаторов. Его войска казнили 3—4 тыс. человек по всему острову. Мишенью являлась тайваньская элита, многие местные деятели времен японского правления были подвергнуты репрессиям. Значительную часть жертв составили старшеклассники и студенты, которые активно участвовали в деятельности групп правопорядка, сформированных при Комитете. В результате взаимных стычек с тайваньцами пострадали недавние выходцы с материка и представители народности хакка. Некоторые источники утверждают, что войска арестовывали и казнили любого, кто носил студенческую форму.
Эти события положили начало кампании репрессий, проводимых Гоминьданом вплоть до отмены военного положения в 1987 году. Тысячи людей были заключены в тюрьмы и казнены за их действительное или подозреваемое инакомыслие.
Весь период с 1947 до 1987 года носит название Белый террор.

## Память о событиях 28 февраля
Эта тема на протяжении многих десятилетий была табуированной на Тайване. Только в 1995 году, в очередную годовщину инцидента, президент Ли Дэнхуэй публично высказался о нём. Ныне «Инцидент 228» открыто исследуется и обсуждается. Его годовщина отмечается как национальный День памяти и мира (кит.: 和平紀念日; пиньинь: hépíng jìniànrì). 28 февраля каждого года Президент Китайской Республики вместе с другими официальными лицами звонит в мемориальный колокол в память о жертвах, а также преклоняет колени перед членами их семей. Монументы и мемориальные парки, посвященные «Инциденту 228» открыты во многих городах Тайваня, в том числе и в Тайбэе.
Тайваньский композитор Сяо Тайжань (Tyzen Hsiao) посвятил событиям 1947 года Увертюру 1947-го года для сопрано, хора и оркестра. Заключительной частью увертюры служит «Тайвань зелёный» — песня, которую сторонники независимости Тайваня рассматривают в качестве потенциального государственного гимна будущей Тайваньской Республики.
Тайваньские законодатели обсуждают дальнейшую судьбу бронзовой статуи Чан Кайши, находящейся в одноимённом Мемориальном холле. Данный вопрос был поднят после президентских выборов 2016 г. на Тайване, где победила представительница от Демократической прогрессивной партии Цай Инвэнь.
На траурных мероприятиях в городе Гаосюне, посвященных 70-летию событий 28 февраля 1947 г., премьер-министр Китайской Республики Линь Цюань принёс извинения и выразил соболезнования родственникам жертв. По его словам, необходимо осуществить правосудие переходного периода, включая вопрос партийного имущества Гоминьдана (Национальной партии Китая), рассекречивание и публикацию исторических документов и официальное установление Дня свободы слова.